# Diecezja Kottayam
Diecezja Kottayam – diecezja Malankarskiego Kościoła Ortodoksyjnego z siedzibą w Kottayam w stanie Kerala w Indiach.
Została erygowana w 1876 roku. 21 kwietnia 1982 z jej obszaru wydzielono diecezje Środkowego Kottayam i Idukki.

## Biskupi
- Kadavil  Paulose Mar Athanasios
- Paulose Mar Ivanios
- Geevarghese Mar Philoxenos (1913-1925)
- Vattasseril Geevarghese Mar Dionysios
- Kuriakose Mar Gregorios (1929-1965)
- Paret Mathews Mar Ivanios (1965-1985)
- Geevarghese Mar Ivanios (1985-2013)
- Baselios Mar Thoma Paulose II (od 2013, administrator)